# William Brand
Wilhelmus Johannes Maria (William) Brand (Alphen aan den Rijn, 28 september 1963) is een Nederlandse architect, installatiekunstenaar en ontwerper.

## Leven en werk
William Brand volgde tot 1989 zijn opleiding architectuur en meubelontwerp aan de Hogeschool voor de Kunsten Utrecht. Samen met zijn medestudent Annet van Egmond heeft hij in 1989 het atelier Brand van Egmond opgericht, dat zich kenmerkt door de creatie van handgemaakte verlichting. Ieder jaar worden nieuwe collecties geïntroduceerd en lichtinstallaties in opdracht gecreëerd.

## Projecten
In 1997 werd een speciaal voor de locatie vervaardigde kroonluchter bestaande uit geroest staal, bladgoud en glaspegels aangekocht door het voormalig stadhuis aan de Javastraat in Den Haag.
De 'Candles and Spirits', in samenspraak met Swarovski ontworpen, werd in 2007 gebruikt voor de restauratie van de 18e-eeuwse Blauwe Salon van Alden Biesen 's landcommanderij in Belgisch Limburg.
In San Francisco opende Brand van Egmond als eerste Nederlands atelier een eigen boetiek in 2019.
In opdracht voor het Fontenay Hotel in Hamburg creërde William Brand de 6 meter hoge lichtinstallatie in de lobby. 

## Tentoonstellingen
Het werk van William Brand werd in het museum Istanbul Modern getoond, als onderdeel van de tentoonstelling 'Day, Light, Night'.
Het werk van William Brand is vanaf de editie van 2016 te zien op de kunstbeurs TEFAF in Maastricht.